# Родин, Сергей Александрович
Серге́й Алекса́ндрович Ро́дин (24 января 1981, Москва, СССР — 16 января 2021) — российский футболист, полузащитник и нападающий.

## Карьера

### Клубная
Воспитанник ЦСКА, в котором начал профессиональную карьеру в 1999 году. Выступал за команду до 2003 года, проведя за это время 7 матчей за основной состав, 4 матча за дубль и 53 матча, в которых забил 9 мячей, за выступавший в зоне «Запад» Второго дивизиона фарм-клуб. В сезоне 1999 года стал бронзовым призёром чемпионата России. Летом 2002 года был отдан в аренду «Кубани», в которой находился до конца года, однако, сыграл за это время только 1 матч. С марта по июль 2003 года выступал на правах аренды в смоленском «Кристалле», сыграл 19 матчей, забил 3 мяча, после чего, в августе, перешёл в новокузнецкий «Металлург-Кузбасс», в котором и доиграл сезон, проведя 14 матчей в лиге и 1 матч в Кубке России. На сезон 2004 года был отдан в аренду клубу «Видное», в составе которого провёл 14 матчей и забил 5 мячей, после чего, в августе того же года, перешёл в «Анжи», где выступал до конца 2005 года, проведя за это время 26 матчей, в которых забил 3 мяча, в лиге и 1 матч в Кубке. Сезон 2006 года провёл в клубе ЛФЛ «Сокол-Саратов». С 2007 по 2008 год выступал за московский «Спортакадемклуб», в составе которого провёл 48 матчей и забил 11 мячей в лиге, а также сыграл 2 матча и забил 1 гол в Кубке. В 2009 году вернулся в «Сокол-Саратов», за который был официально заявлен 20 апреля.

### В сборной
Выступал в составе юношеской и молодёжной сборной России.

## Достижения

### Командные
Бронзовый призёр чемпионата России: (1)
- 1999 (ФК ЦСКА)

## Образование
Государственный университет физической культуры.
Умер в 2021 году. Похоронен на Красногорском кладбище.